# Hadżi-Murat

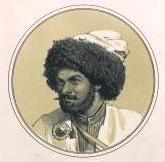
Hadji Murad

Hadżi-Murat (ros. Хаджи-Мурат, awar. XӀажи Мурад; ur. ok. 1790, zm. 23 kwietnia 1852) – jeden z ważniejszych awarskich przywódców oporu górali w Dagestanie i Czeczenii w latach 1811-1864 przeciwko włączeniu ich ziemi do Imperium Rosyjskiego. 
W 1834 Hadżi-Murat był zamieszany w morderstwo imama Gamzat-Beka podczas piątkowej modlitwy. Początkowo w służbie rosyjskiej, potem aresztowany wskutek intrygi konkurenta, Achmet Khana uciekł z konwoju, rzucając się z półki skalnej. Jego wyczyny w służbie Szamila i czerwony strój przyniosły mu wśród Rosjan przydomek "czerwonego diabła". Po jego ataku na dowództwo rosyjskie w Temir-Khan-Szura rozeszła się pogłoska, że zabił tam w szpitalu wszystkich Rosjan, których ciała pokroił na szaszłyki, następnie pozostawił wojskom rosyjskim do spożycia. Choć nie było to prawdą, plotka dodatkowo wyrobiła złą reputację Hadżiego-Murata.
W 1851, gdy Szamil ogłosił sukcesję na rzecz syna, urażony Hadżi przeszedł na stronę Rosjan, lecz wkrótce uciekł do miasteczka Noukkha (obecnie Şəki) w dzisiejszym Azerbejdżanie. Rosjanie wytropili go, zabijając w walce. Syn Achmet Khana uciął głowę Hadżiego, którą po zabalsamowaniu przesłał carowi. 